# Mallé en son exil
Pour plus de détails, voir Fiche technique et Distribution.
Mallé en son exil est un film français réalisé par Denis Gheerbrant et sorti en 2019.

## Synopsis
De 2011 à 2016, la vie quotidienne de Mallé Doucara, ancien paysan, travailleur immigré malien hébergé dans un foyer de Montreuil.

## Fiche technique
- Titre : Mallé en son exil
- Réalisation : Denis Gheerbrant
- Scénario : Denis Gheerbrant
- Son : Denis Gheerbrant
- Montage : Denis Gheerbrant
- Production : L'Atelier documentaire - Les Films d'ici - Vosges Télévision
- Pays d'origine :  France
- Genre : Documentaire
- Durée : 106 minutes
- Date de sortie : France - 16 janvier 2019